# Ördögcérna (növénynemzetség)
Az ördögcérna vagy lícium (Lycium) a burgonyafélék (Solanaceae) családjába tartozó növénynemzetség, melybe cserjék és kis fák tartoznak. A szubtrópusi éghajlatú, valamint a meleg mérsékelt öv területein fordulnak elő az északi és déli félgömbön egyaránt, s ezen belül is inkább a száraz élőhelyeket részesítik előnyben. Legtöbb fajuk az amerikai kontinensen él. Közös jellemzőik közé tartozik, hogy terméseikben kősejtek találhatók, melyek a magház külső részében (a perikarpiumban) kicsi lemezkék alakjában fordulnak elő, s nem alkotnak folytonos réteget. Egyes fajok levelét, illetve termését fogyasztják (pl. kínai ördögcérna), mások mérgező növények, néhányukat pedig sövénynövényként is alkalmazzák (pl. kaffer ördögcérna, közönséges ördögcérna).

## Fajok
A nemzetségbe közel 80 faj tartozik. Az alábbi fajlista nagyrészt a National Science Foundation támogatásának köszönhetően létrehozott Project Lyceae kutatási eredményei alapján készült:
- Lycium acutifolium E.Mey. ex Dunal
- Lycium afrum L. – kaffer ördögcérna[3]
- Lycium ameghinoi Speg.
- Lycium americanum Jacq.
- Lycium amoenum Dammer
- Lycium andersonii A.Gray
- Lycium arenicola Miers
- Lycium arochae F.Chiang, T.Wendt et E.J.Lott
- Lycium athium Bernardello
- Lycium australe F.Muell.
- Lycium barbarum L. – közönséges ördögcérna[3]
- Lycium berlandieri Dunal
- Lycium boerhaviifolium L.f.
- Lycium bosciifolium Schinz
- Lycium brevipes Benth.
- Lycium bridgesii (Miers) R.A.Levin, Jill S.Mill. et G.Bernardello
- Lycium californicum Nutt.
- Lycium carolinianum Walter
- Lycium cestroides Schltdl.
- Lycium chanar Phil.
- Lycium chilense Bertero – chilei ördögcérna[3]
- Lycium chinense Mill. – kínai ördögcérna[3]
- Lycium ciliatum Schltdl.
- Lycium cinereum Thunb.
- Lycium cooperi A.Gray
- Lycium cuneatum Dammer
- Lycium cyathiformum C.L.Hitchc.
- Lycium cylindricum Kuang et A.M.Lu
- Lycium dasystemum Pojark.
- Lycium decumbens Welw. ex Hiern
- Lycium densifolium Wiggins
- Lycium depressum Stocks – turkesztáni ördögcérna[3]
- Lycium deserti Phil.
- Lycium distichum Meyen
- Lycium eenii S.Moore
- Lycium elongatum Miers
- Lycium europaeum L. – mediterrán ördögcérna[3]
- Lycium exsertum A.Gray
- Lycium ferocissimum Miers
- Lycium fremontii A.Gray
- Lycium fuscum Miers
- Lycium gariepense A.M.Venter
- Lycium gilliesianum Miers
- Lycium glomeratum Sendtn.
- Lycium grandicalyx Joubert et Venter
- Lycium hantamense A.M.Venter
- Lycium hirsutum Dunal
- Lycium horridum Thunb.
- Lycium humile Phil.
- Lycium infaustum Miers
- Lycium intricatum Boiss.
- Lycium isthmense F.Chiang
- Lycium leiospermum I.M.Johnst.
- Lycium leiostemum Wedd.
- Lycium macrodon A.Gray
- Lycium mascarenense A.M.Venter et A.J.Scott
- Lycium martii Sendtn.
- Lycium megacarpum Wiggins
- Lycium minimum C.L.Hitchc.
- Lycium minutifolium Remy
- Lycium morongii Britton
- Lycium nodosum Miers
- Lycium oxycarpum Dunal
- Lycium pallidum Miers
- Lycium parishii A.Gray
- Lycium pilifolium C.H.Wright
- Lycium puberulum A.Gray
- Lycium pumilum Dammer
- Lycium rachidocladum Dunal
- Lycium repens Speg.
- Lycium ruthenicum Murray
- Lycium schaffneri A.Gray
- Lycium schizocalyx C.H.Wright
- Lycium schreiteri F.A.Barkley
- Lycium schweinfurthii Dammer
- Lycium shawii Roem. et Schult.
- Lycium shockleyi A.Gray
- Lycium sokotranum Wagner et Vierh.[4]
- Lycium stenophyllum J.Rémy
- Lycium strandveldense A.M.Venter
- Lycium tenue Willd.
- Lycium tenuispinosumMiers
- Lycium tetrandrum Thunb. – tövises ördögcérna[3]
- Lycium texanum Correll
- Lycium torreyi A.Gray
- Lycium truncatum Y.C.Wang
- Lycium villosum Schinz
- Lycium vimineum Miers
- Lycium yunnanense Kuang et A.M.Lu